# Буобаса, Эси
Эси Буобаса (Фувеме, Гана) — ганская торговка рыбой, экологическая мигрантка и активистка по защите климата.
В 2023 году Буобаса была признана одной из 100 женщин Би-би-си за её усилия по повышению устойчивости к изменению климата.

## Карьера
Буобаса родилась и выросла в Фувеме, прибрежной деревне недалеко от Кеты. В период с 2000 по 2010 год территория, расположенная между лагуной Кета и Гвинейским заливом, превратилась практически в тонкую полосу песка из-за повышения уровня моря. Город также периодически затопляется рекой Вольта.
Нехватка домов, а также участившиеся циклоны и наводнения вынудили рыбачку Буобасу с мужем и пятью детьми мигрировать вглубь страны и начать налаживать там жизнь заново. Однако это решение лишило семью основного источника дохода: рыболовства.
Чтобы смягчить социально-экономические последствия экологической миграции, Буобаса основала ассоциацию поддержки рыбачек, оказавшихся в её ситуации. Ассоциация стремилась обучить их другим профессиям и обеспечить восстановление экономики. Также был создан фонд сопротивления для финансирования при ущербе или потере дохода из-за дальнейших штормов или климатической катастрофы. Лидерские усилия Буобасы привели к её включению в список 100 женщин Би-би-си за 2023 год.